# Chapelle Sainte-Barbe de Plestin-les-Grèves
Pour les articles homonymes, voir Chapelle Sainte-Barbe.
La chapelle Sainte-Barbe est située sur la commune de Plestin-les-Grèves en France.

## Localisation
La chapelle est située sur la commune de Plestin-les-Grèves dans le département des Côtes-d'Armor, dans la région Bretagne.

## Description
Il s'agit d'un petit édifice rectangulaire avec chapelle adjacente au nord du chœur et porche au sud. Le clocheton porte la date de 1609. À l'intérieur, la chapelle renferme une belle poutre de gloire, des statues polychromes de sainte Barbe, sainte Apolline, saint Roch, saint Louis (roi de France), saint Marc et de Dieu de Pitié (Christ aux outrages), toutes bénies le 4 décembre 1698.

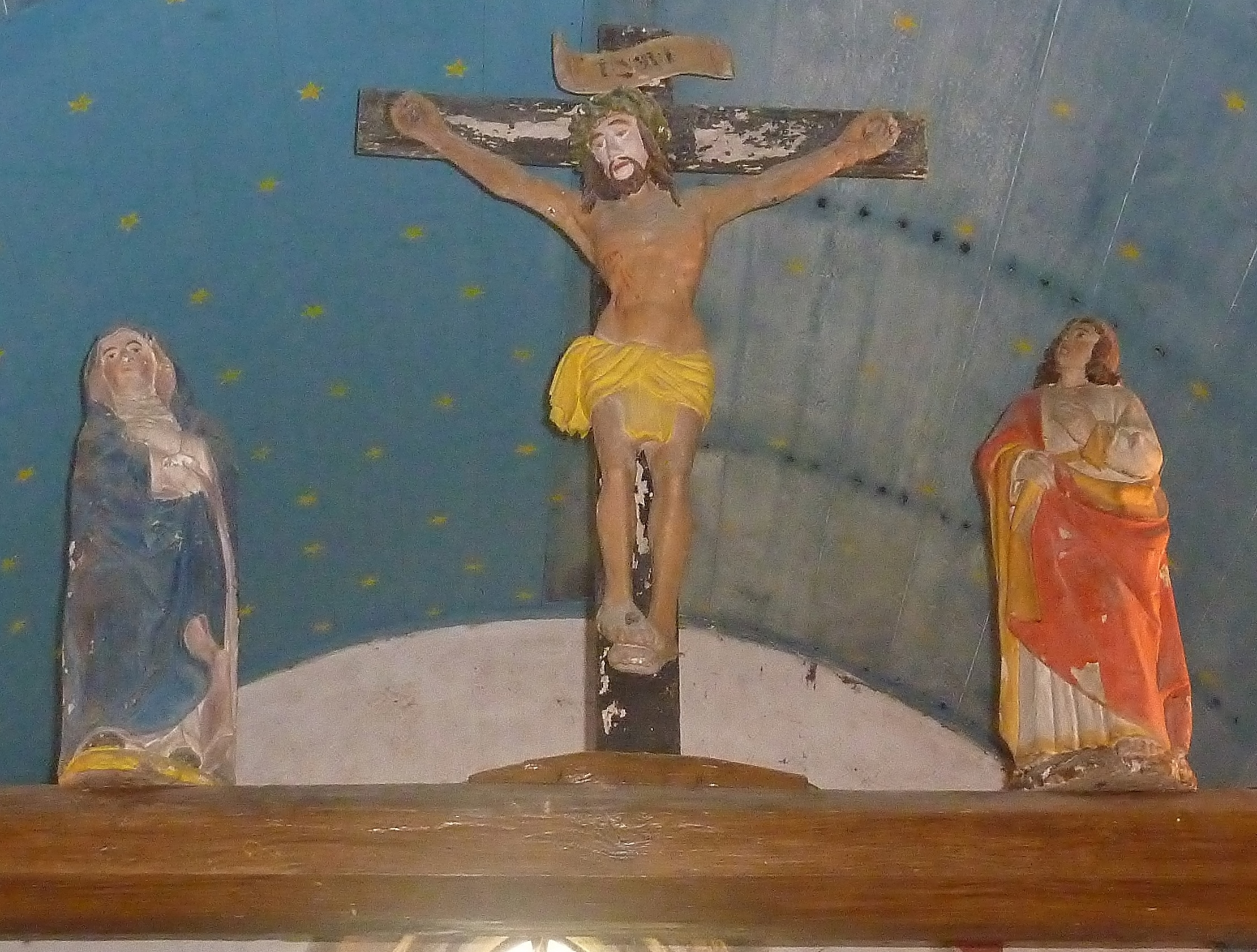
Chapelle Sainte-Barbe : la poutre de gloire.
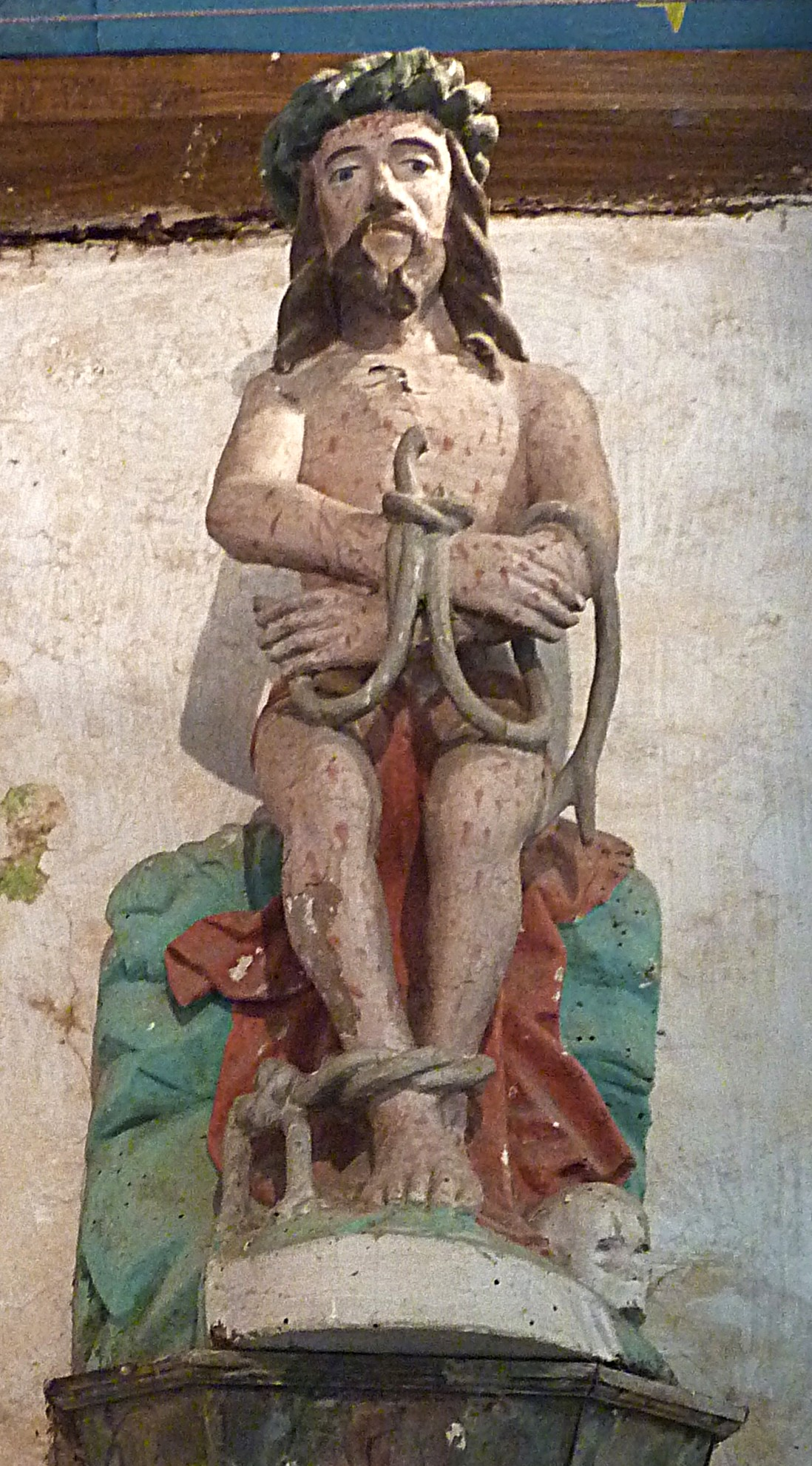
Christ aux outrages.
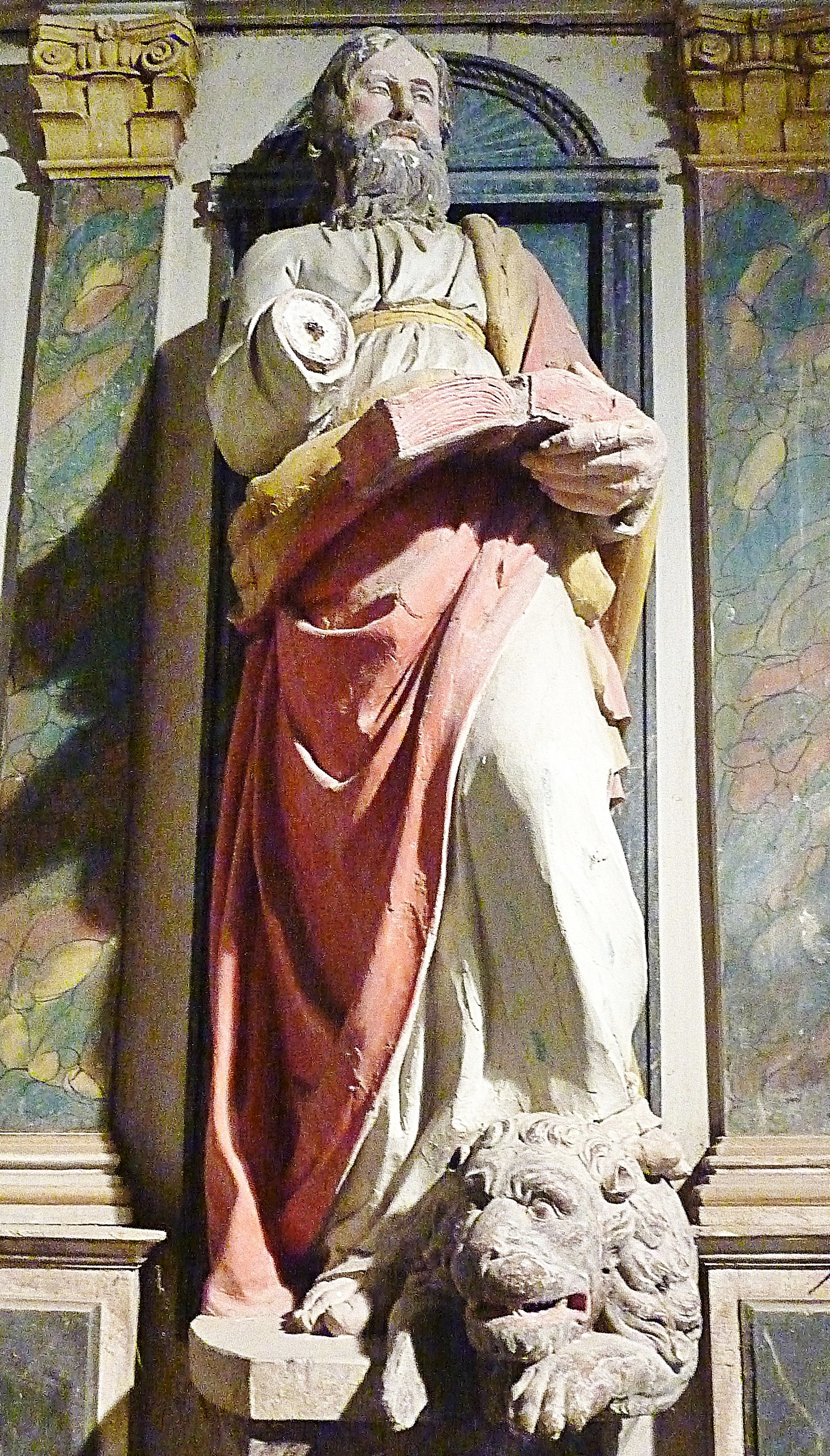
Statue de saint Marc.
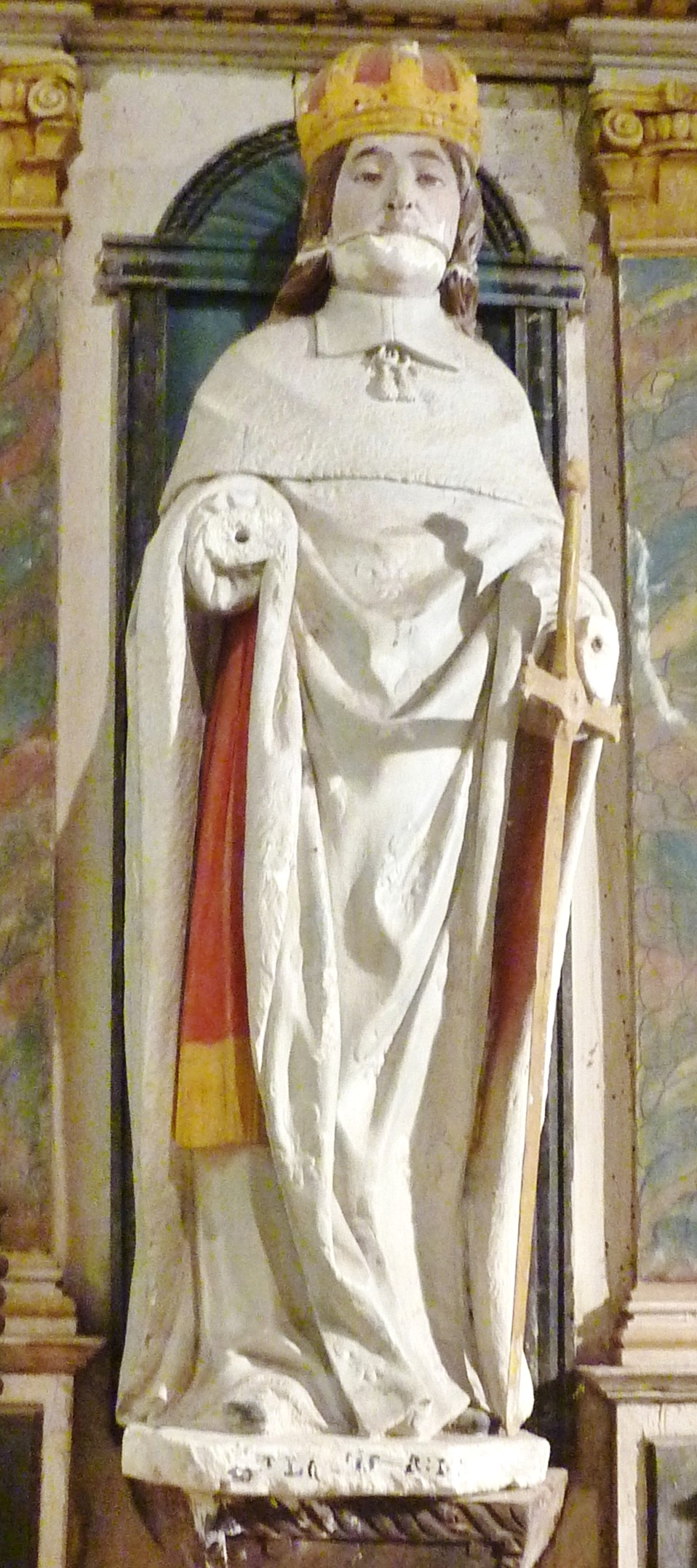
Statue de saint Louis.
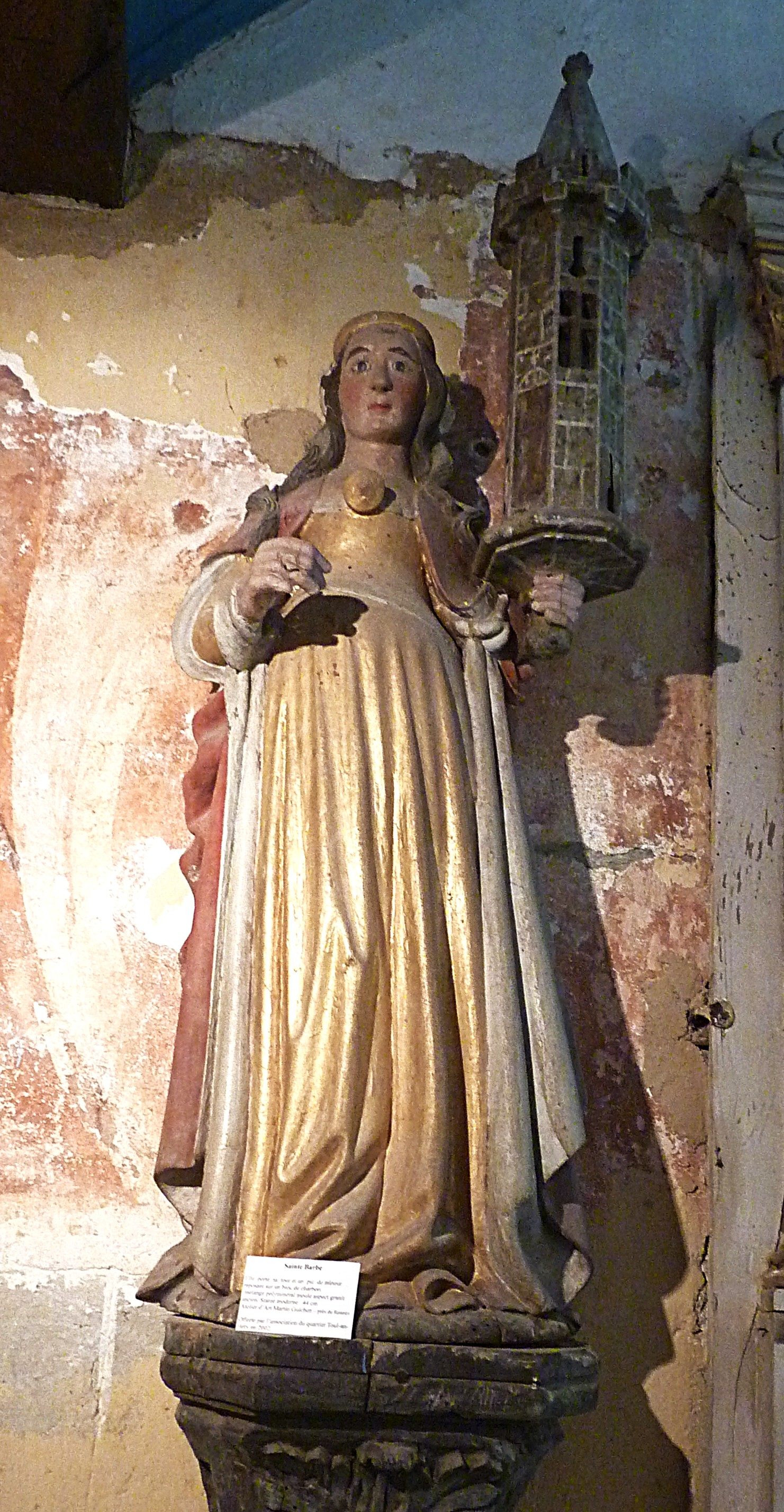
Statue de sainte Barbe (statue moderne).

## Historique
Durant la Révolution, propriété de l'hôpital de Morlaix, elle est vendue comme bien national à François Louis du Cosquer de Kergariou (10 avril 1794).
La chapelle est inscrite au titre des monuments historiques par arrêté du 9 octobre 1934.

## Galerie

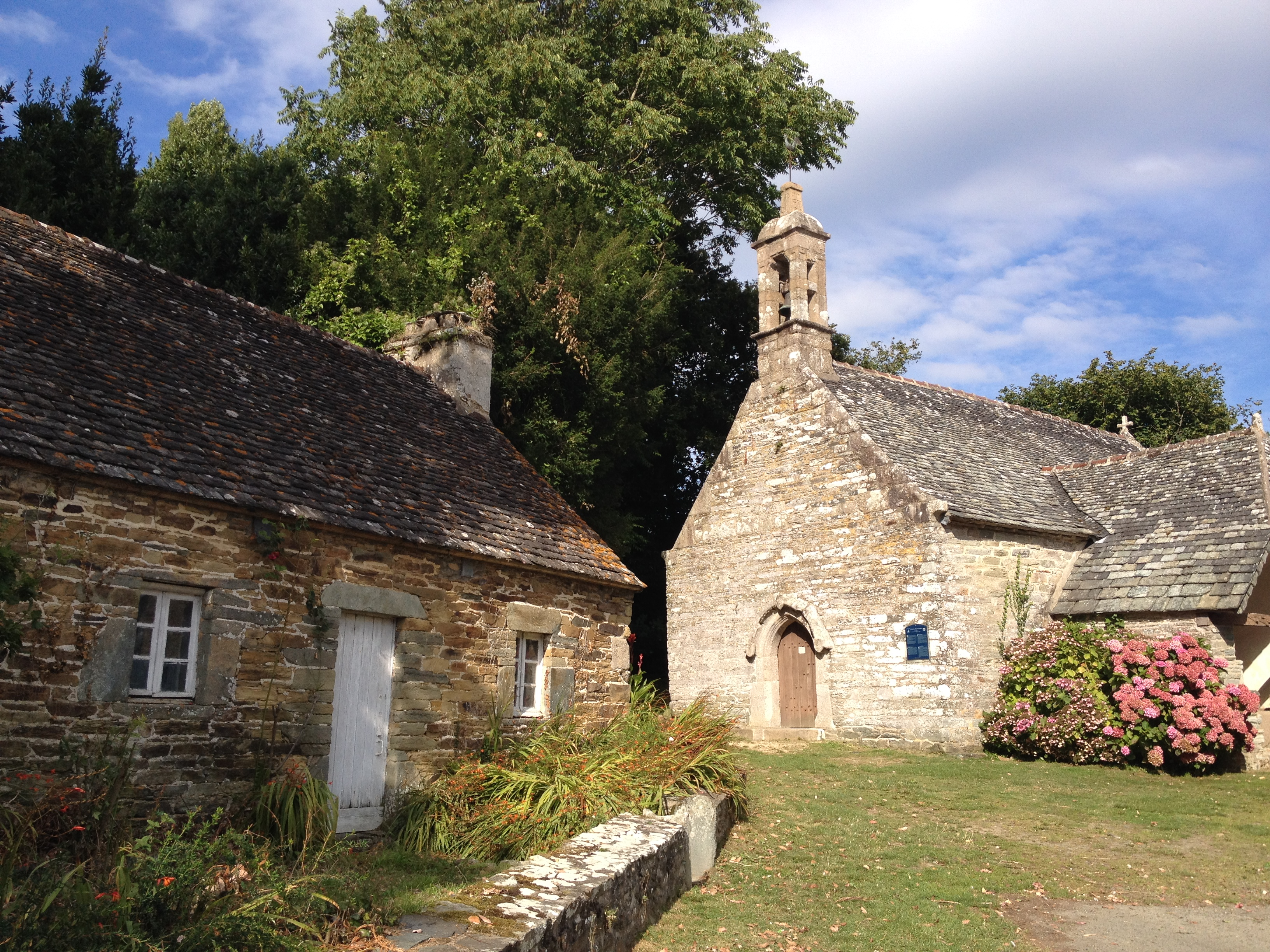
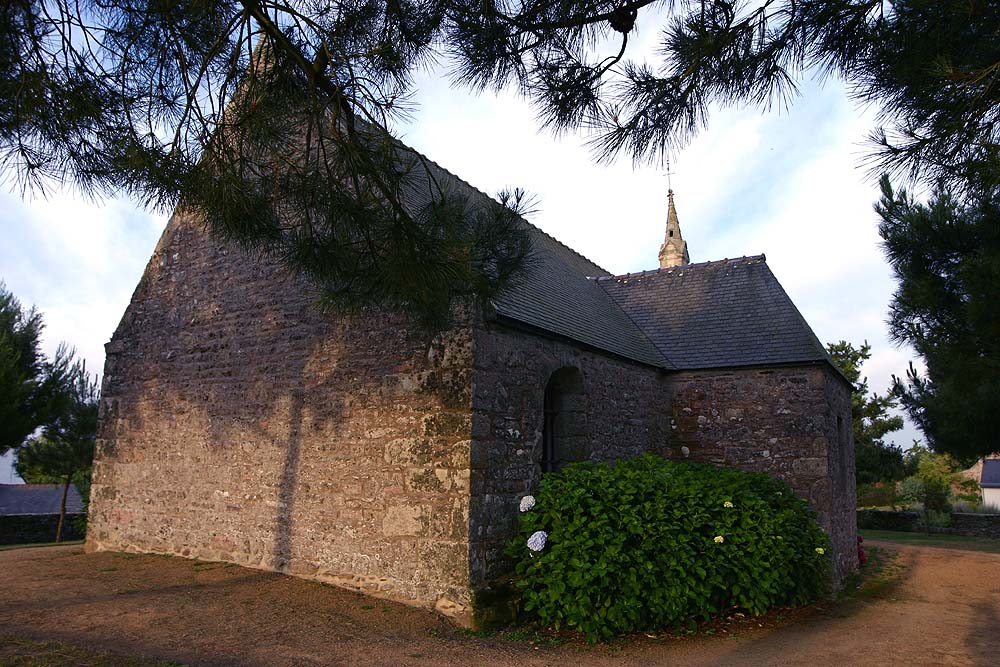
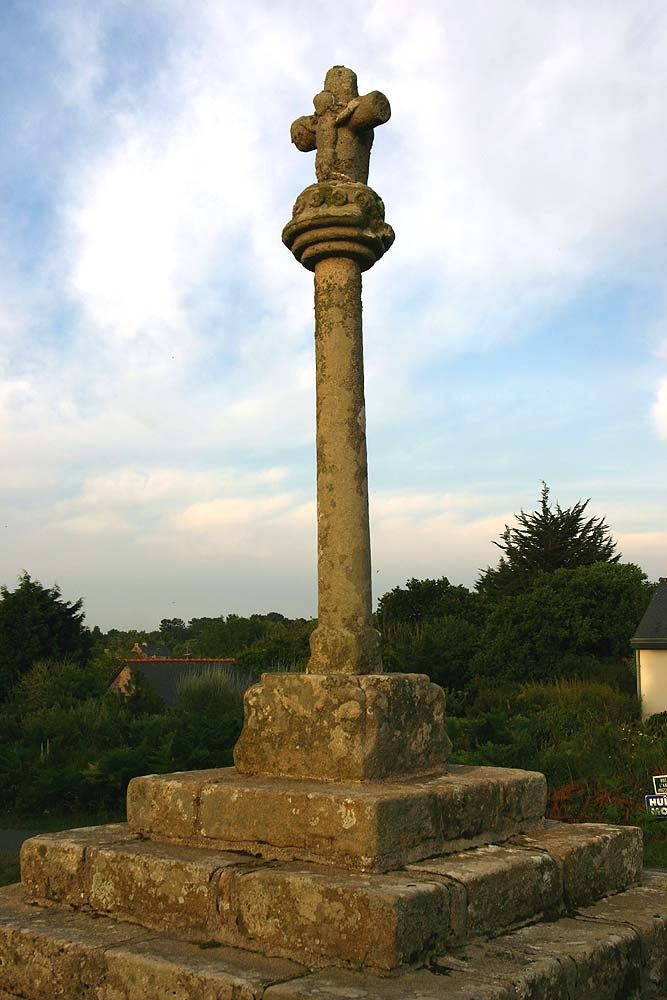
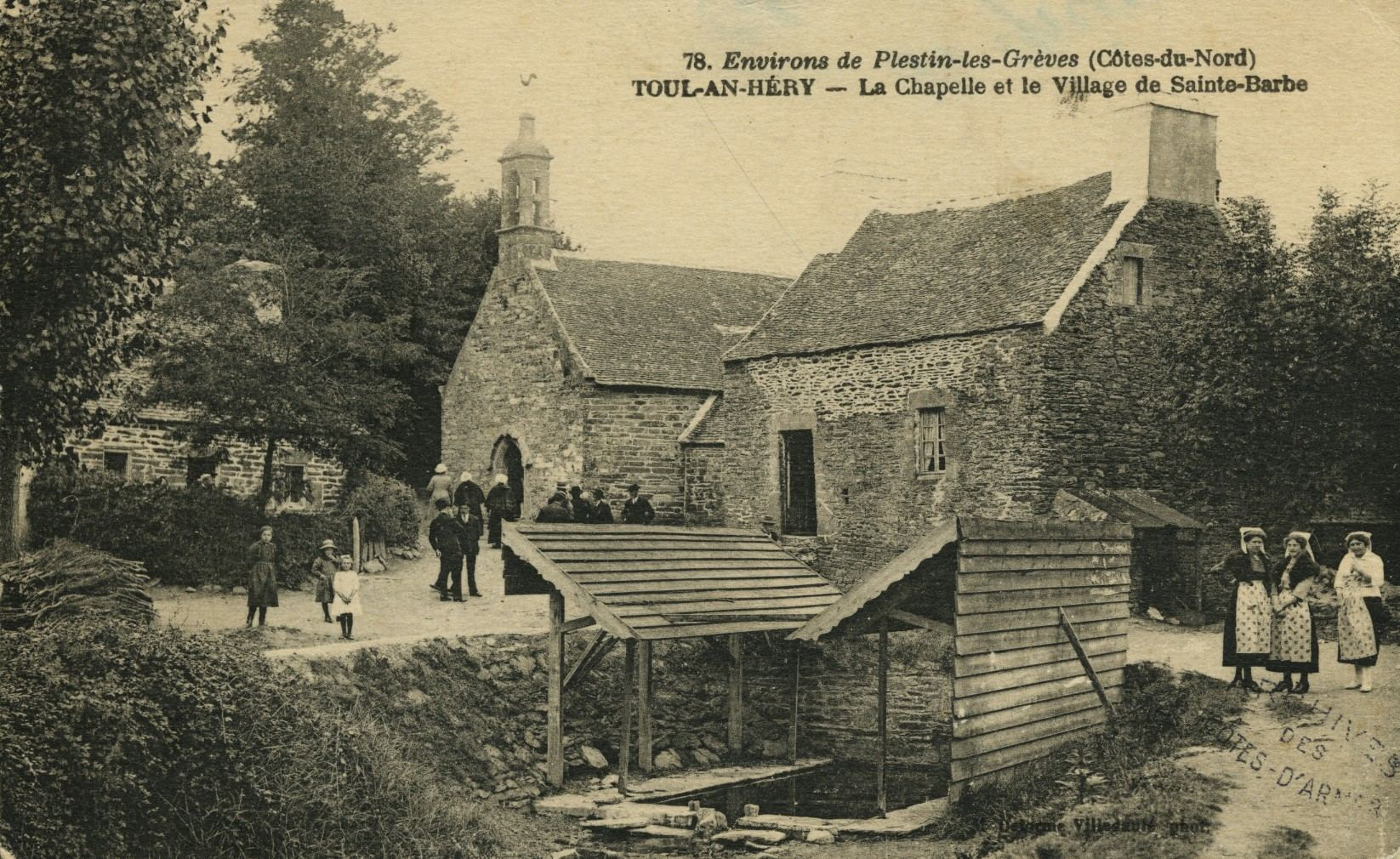